# NGC 6974
NGC 6974 — эмиссионная туманность в созвездии Лебедь.
Этот объект входит в число перечисленных в оригинальной редакции «Нового общего каталога».